# Brezje pri Vinjem Vrhu
Brezje pri Vinjem Vrhu je naselje u slovenskoj Općini Semiču. Brezje pri Vinjem Vrhu se nalazi u pokrajini Dolenjskoj i statističkoj regiji Donjoposavskoj regiji. 

## Stanovništvo
Prema popisu stanovništva iz 2002. godine naselje je imalo 20 stanovnika.